# Неспоразум (филм из 1972)
„Неспоразум” је југословенски ТВ филм из 1972. године. Режирала га је Мира Траиловић а сценарио су написали Боривоје Ханауска и Мира Траиловић по делу Албер Камиа.

## Улоге
| Глумац             | Улога            |
| ------------------ | ---------------- |
| Блаженка Каталинић | Мајка            |
| Мира Ступица       | Марта            |
| Неда Спасојевић    | Марија           |
| Бора Тодоровић     | Жан, Маријин муж |
| Виктор Старчић     | Старац           |